# Callambulyx formosana
Callambulyx formosana är en fjärilsart som beskrevs av Clark 1935. Callambulyx formosana ingår i släktet Callambulyx och familjen svärmare. Inga underarter finns listade i Catalogue of Life.